# Eva Hedlund
Eva Margareta Hedlund, född Sparre af Söfdeborg den 31 december 1930 i Stockholm, död den 12 februari 2024 i Kungsholmens distrikt i Stockholm, var en svensk socionom och psykoterapeut.

## Biografi
Hedlund föddes som dotter till greve Claes-Otto Sparre och hans hustru Ulla, född von Hedenberg. Eva Hedlund var gift två gånger, den senare var med ingenjören Per Claes Michael Hedlund från 1969 till hans död 2013.
Eva Hedlund var först socionom men sedan vidareutbildad till legitimerad psykoterapeut samt verksam vid RFSU och Psykoterapiinstitutet i Stockholm. Hon var medförfattare till boken Våldtäktskliniken, som hon skrev tillsammans med Birgitta Lundmark och Gunilla Lundmark. Boken, som ursprungligen var tänkt att bli en sammanställd rapport till Sexualbrottskommittén, möjliggjorde för RFSU att öppna en mottagning för kvinnor som utsatts för sexuella övergrepp. Hedlund ingick i 1977 års sexualbrottskommitté som expert samt biträdde även som expert i Utredningen av förbud mot köp av sexuell tjänst. En utvärdering 1999–2008.

## Priser och utmärkelser
- 1994 – Filosofie hedersdoktor i socialt arbete vid Stockholms universitet